# ColecoVision
Die ColecoVision ist eine Spielkonsole von Coleco, die im August 1982 erschien. Grafik und Gamepad entsprechen etwa dem Standard damaliger Arcade-Spiele; bei Markteinführung standen 12 Softwaretitel zur Auswahl, die in Form von Modulen verkauft wurden. Im Laufe der Jahre wuchs die Palette auf annähernd 170 Titel heran, darunter hauptsächlich Umsetzungen von Automatenspielen.

## Beschreibung
Die ColecoVision war die erste Spielkonsole, welche die Spielhallen-Hits der damaligen Zeit fast originalgetreu bei Grafik und Sound wiedergeben konnte. Dies war auf die Hardware-Ähnlichkeit der ColecoVision mit der damaligen Arcade-Technik zurückzuführen; auf dem Atari 2600, Intellivision und Philips G7000 war dies nur mit großen Abstrichen, nicht nur grafisch und klanglich, sondern oft auch im Gameplay und Levelaufbau, möglich. Auch das angebotene Lenkrad mit Pedalen (Turbo) für das ColecoVision war damals eine Sensation, vergleichbares war für den Heimbereich bis dahin nicht erhältlich.
Die ColecoVision für den europäischen Markt wurde von CBS gefertigt; diese enthielt einen für das europäische PAL-Fernsehsystem geeigneten Grafikchip. Hardwaremäßig ähnelt die ColecoVision-Technik der des später veröffentlichten MSX-Heimcomputer-Standards, ohne jedoch kompatibel dazu zu sein.

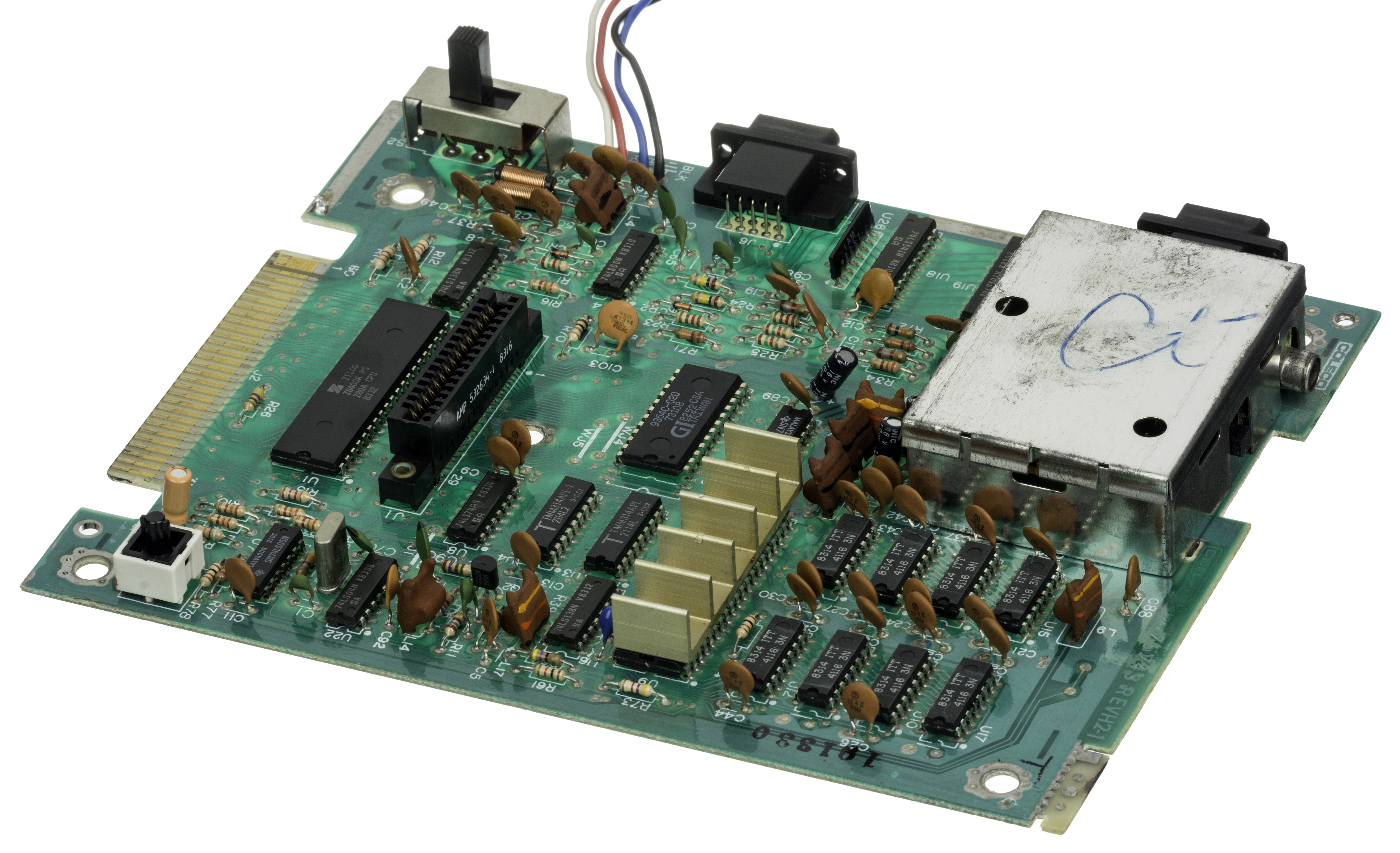
Blick auf die Platine der ColecoVision

Die mitgelieferten Controller (Joystick) mit Spiralkabel und einem zusätzlichen Nummernblock fanden im Gehäuse Platz und waren so im Idealfall immer bei Nichtbenutzung aufgeräumt. Ähnliches gab es bereits bei der Intellivision-Konsole oder der Interton VC 4000, und auch einige TV-Telespiele der ersten Generation (Pong-Konsolen mit fest installierten Spielen) hatten dies schon.
Bis Weihnachten 1982 hatte Coleco ca. 500.000 Einheiten verkauft. Der Erfolg war auf die beiliegenden Spiele zurückzuführen. Während Atari mit der Beliebtheit von Space Invaders den Durchbruch geschafft hatte, war die ColecoVision die erste Heimkonsole, auf der das Kultspiel Donkey Kong von Nintendo spielbar war. Ein anderer Spiele-Hit war das Spiel Zaxxon, welches vom Arcade-Automat sehr gut auf die Coleco-Konsole portiert wurde.
Anfang 1983 überschritten die Verkäufe eine Million, bis 1983 der große Zusammenbruch des Markts für Videospiele kam. Die Produktion der ColecoVision wurde im Frühling 1984 eingestellt. Trotz der Schwierigkeiten gegen Ende seiner Blütezeit wurden mehr als zwei Millionen Einheiten verkauft.
Heute sind Coleco-Emulatoren und -Spiele im Internet verbreitet. Obwohl diese Spiele nach wie vor dem Urheberrecht unterliegen und ihre Verbreitung daher illegal ist, verzichteten viele der Rechteinhaber bisher darauf, ihre Ansprüche geltend zu machen.

## Expansion Modules/ Erweiterungen und Zubehör
Coleco brachte einige Erweiterungen auf den Markt, unter anderem Expansion Module #1, Expansion Module #2 und Expansion Module #3.
1. Expansion Module #1: Coleco bot ein zusätzliches Hardware-Modul an, das das Abspielen von Atari-2600-Titeln ermöglichte und die ColecoVision zur Konsole mit der größten Spieleauswahl seiner Zeit machte. Marktführer Atari gelang es nicht, den Verkauf des Moduls zu stoppen.
2. Expansion Module #2: Lenkrad und Gaspedal für Autorennen.
3. Expansion Module #3: Erweiterte die Spielkonsole zu einem vollwertigen Heimcomputer, genannt Adam. Der auf der Spielekonsole basierende, fehleranfällige Coleco Adam kam nur in Nordamerika heraus und war dort wenig erfolgreich.

## Technische Daten
- CPU: Z80A mit 3,579545454 MHz
- Videoprozessor: Texas Instruments TMS9928A (bei der US-Variante) oder TMS9929A (bei der europäischen Variante) mit einer Auflösung von 256×192 Punkten, 32 Sprites und 15 Farben
- Soundchip: Texas Instruments SN76489A, 3 Tongeneratoren und 1 Rauschgenerator
- VRAM: 16 Kilobyte
- RAM: 1 Kilobyte
- Speichermedien: Module mit 8, 16, 24 oder 32 Kilobyte

## Spiele

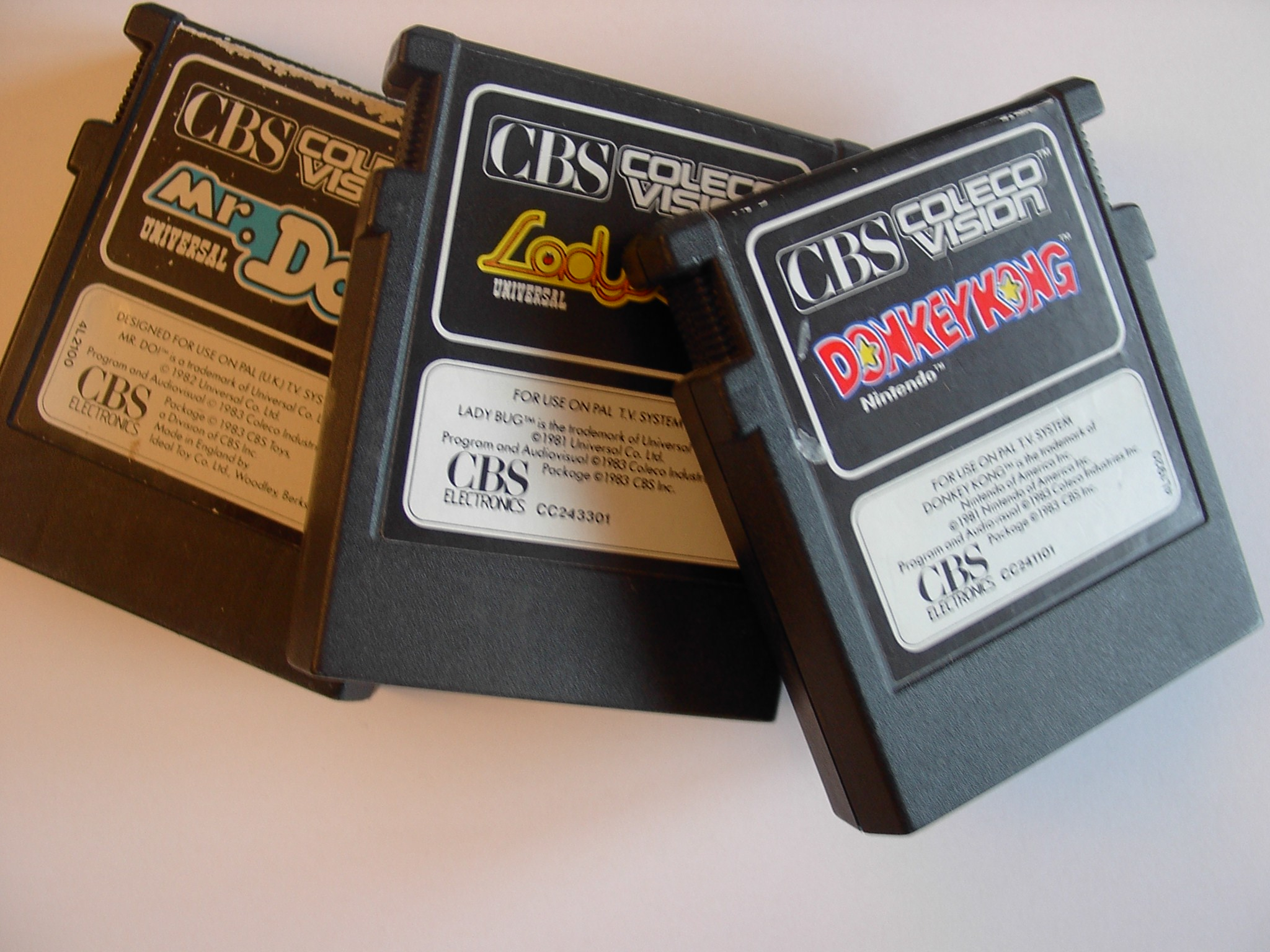
Spielmodule der ColecoVision

Nachfolgend eine Liste von einigen bekannten Spielen für das ColecoVision.
- Cabbage Patch Kids
- Donkey Kong
- Time Pilot
- Lady Bug
- Carnival
- Smurf
- Pitstop
- Zaxxon
- Gorf